# Nathan Adrian
Nathan Adrian (* 7. prosince 1988, Bremerton, Washington, USA) je americký plavec.
Na olympiádě v Londýně získal zlato na 100 m volný způsob. Je též držitelem dvou zlatých a jedné stříbrné medaile z olympijských závodů štafet.

## Rekordy
| Světové rekordy (1)                                                       | Světové rekordy (1) | Světové rekordy (1) | Světové rekordy (1) |
| ------------------------------------------------------------------------- | ------------------- | ------------------- | ------------------- |
| 4×100 m volný způsob (krátký bazén) (s Greversem, Weber-Galem a Phelpsem) | 03:03,30 min        | 19. prosinec 2009   | Manchester          |
| (Stav: 22. říjen 2011)                                                    |                     |                     |                     |